# Голуховский, Войцех Агенор
Войцех Мария Агенор Голуховский (пол. Wojciech Maria Agenor Gołuchowski; 13 сентября 1888, Бухарест, Королевство Румыния — 20 июня 1960, Варшава, Польская Народная Республика) — граф, польский политик. Воевода львовский. Сенатор IV каденции.

## Биография
Происходит из шляхетского рода графов Голуховских, собственного герба (вариант Леливы), давшему Австро-Венгрии несколько известных политиков. Дедом воеводы был министр внутренних дел империи и наместник Галиции граф Агенор Ромуальд Голуховский. Отцом австро-венгерский дипломат и министр иностранных дел империи граф Агенор Мария Голуховский. Мать, принцесса Анна Мюрат (1863—1940) — правнучка наполеоновского маршала Иоахима Мюрата. Родился в Бухаресте, во время пребывания отца на посту посла империи в Румынии.
Голуховские являлись наследственными членами верхней палаты австрийского парламента.
Окончил юридический факультет Университета Яна Казимира (1911 год). Член Львовской консервативной группы. Председатель Союза землевладельцев Восточной Малопольши. Президент Львовской организации производителей сельхозпродукции.
В 1928 году избран депутатом Сейма по спискам BBWR, но отказался от мандата. С 9 июля 1928 по 29 августа 1930 воевода Львовского воеводства.
В 1930 году награждён командорским крестом ордена «Polonia Restituta». 
В 1935—1938 годах сенатор IV каденции от Львовского воеводства.

## Семья
От брака с графиней Зофьей Баворовской (1887—1971), заключённом в 1912 году, имел трёх детей:
- Ян Мария Войцех Голуховский (1913-?) — единственный, оставивший потомство.
- Мария Анна Голуховска (1916—1997) — замужем за Генриком Дембиньским.
- Зофья Мария Голуховска (р. 1918) — замужем за Стефаном Либишовским.